# Heinrich de Freiberg
Heinrich de Freiberg, en allemand Heinrich von Freiberg, est un poète médiéval allemand né en 1278 et mort en 1329.

## Œuvre
Heinrich de Freiberg a continué le Tristan de Gottfried von Straßburg.